# Pär Aron Borg

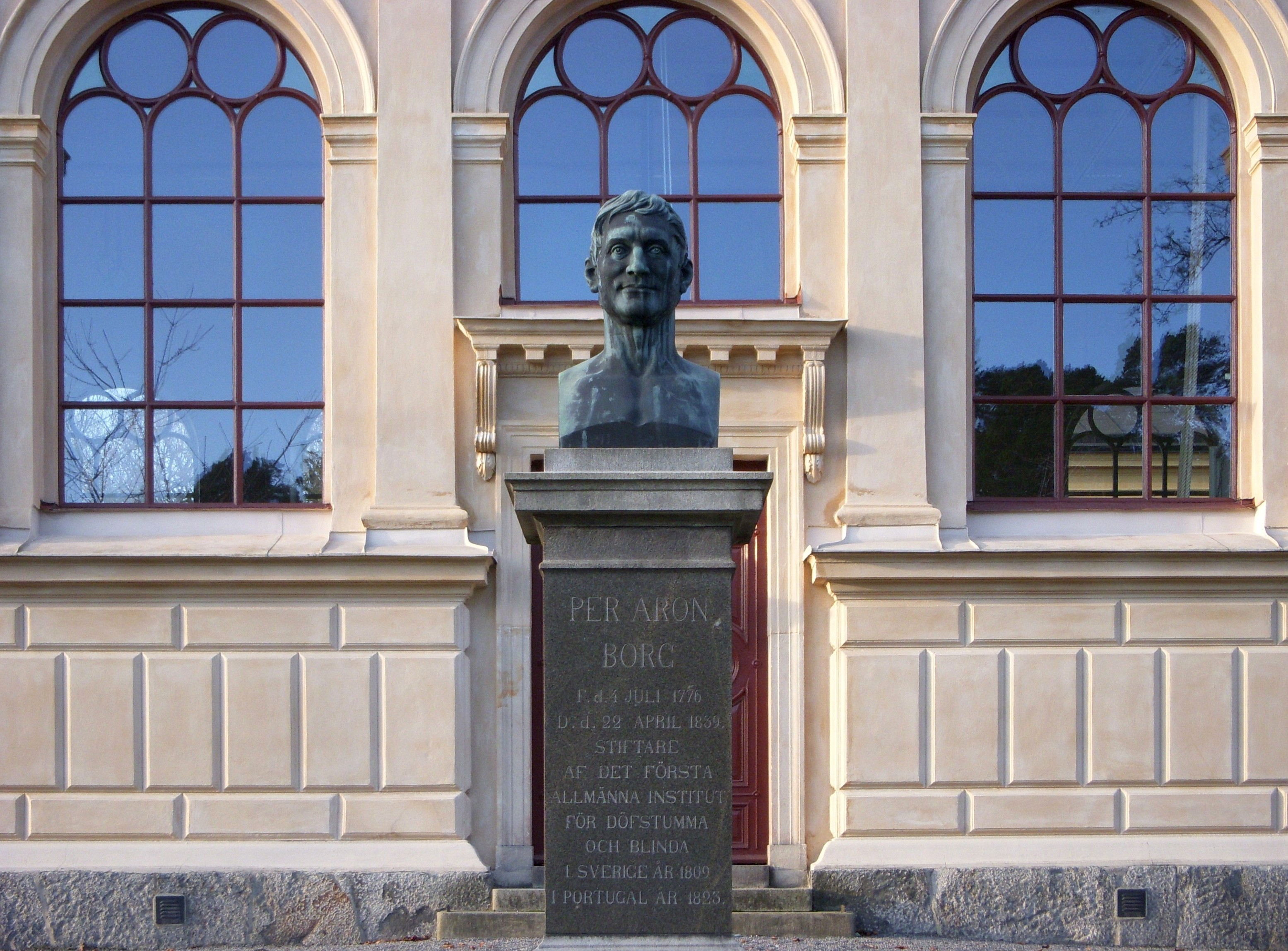
Büste von J. F. Kjellberg am Manillaskolan in Stockholm

Pär Aron Borg (* 4. Juli 1776 in Avesta (Dalarna); † 22. April 1839 in Stockholm) war ein schwedischer Pädagoge und Pionier der Blinden- und Gehörlosenpädagogik.

## Leben
Pär Aron Borg wurde in der Pfarrgemeinde Avesta in Dalarna geboren. Nach seinem Studium an der Universität Uppsala von 1796 bis 1798 wurde er Sekretär im Zentralamt für Regierung (centrala ämbetsverk) in Stockholm.
Nachdem er ein Theaterstück gesehen hatte, in dem ein gehörloser Junge durch Gesten kommunizierte, erfand er ein manuelles Alphabet. 1808 begann er regelmäßig gehörlose und blinde Schüler zu unterrichten. Nach Abbe l’Epée´s Institut National de Jeunes Sourds de Paris gründete er 1809 das Allmänna institutet för döfstumma och blinda å Manilla (Öffentliches Institut für Blinde und Gehörlose in Manilla). Das Institut erhielt auch Unterstützung von Königin Hedwig Elizabeth Charlotte von Holstein-Gottorp (1759–1818). Die Schule hatte gehörlose Lehrer und im Unterricht wurde Gebärdensprache benutzt.
Zu seinen bekanntesten Schülern zählte die Konzertsängerin, Komponistin und Dichterin Charlotta Seuerling (1782/1784–1828). Er war auch der Vormund und Mentor von Johanna Berglind (1816–1903), ebenfalls einer wichtigen Figur in der Geschichte der schwedischen Gehörlosenpädagogik.
Von 1823 bis 1828 hielt sich Borg in Portugal auf und gründete dort eine Schule für Gehörlose. Die Lingua Gestual Portuguesa (LGP, Portugiesische Gebärdensprache) erhielt daraufhin dasselbe manuelle Alphabet wie die Svenskt teckenspråk (STS, Schwedische Gebärdensprache).
Pär Aron Borg starb 1839 und wurde von seinem Sohn Ossian Edmund Borg (1812–1892) als Direktor abgelöst.

## Zitat
Per [sic] Aron Borg hör till de stora gestalterna i våra häfder, stor genom sin lifsgärning, stor genom sitt exempel. Sent skall hans minne blekna! (Svensk Läraretidning nr 29, 1901) (deutsch: „Per [sic] Aron Borg gehört zu den großen Persönlichkeiten in unseren Büchern, großartig durch sein Lebenswerk, großartig durch sein Beispiel. Spät wird seine Erinnerung verblassen!“)